# Гайда, Галина
Галина Гайда (род. 28 февраля 1936, Москва), в замужестве Сухарова — советская легкоатлетка, специалистка по спринтерскому бегу. Выступала за сборную СССР по лёгкой атлетике в середине 1960-х годов, победительница и призёрка первенств национального значения, участница летних Олимпийских игр в Токио. Представляла Москву и добровольное спортивное общество «Локомотив».

## Биография
Галина Гайда родилась 28 февраля 1936 года в Москве.
Впервые заявила о себе в лёгкой атлетике на всесоюзном уровне в сезоне 1959 года, когда в составе московской команды одержала победу в эстафете 4 × 200 метров на чемпионате страны в рамках II летней Спартакиады народов СССР в Москве.
В 1960 году на чемпионате СССР по эстафетному бегу в Киеве вместе с бегуньями спортивного общества «Локомотив» была лучшей в эстафете 4 × 100 метров.
На чемпионате СССР 1961 года в Тбилиси стала серебряной призёркой в эстафете 4 × 100 метров, уступив на сей раз команде Ленинграда.
В 1962 году представляла «Локомотив» на чемпионате СССР по эстафетному бегу в Ташкенте — выиграла серебряную медаль в эстафете 4 × 200 метров, их команда проиграла спортсменкам спортивного общества «Труд».
На III Спартакиаде народов СССР в Москве, где также разыгрывался очередной чемпионат СССР, взяла бронзу в эстафете 4 × 100 метров.
В 1964 году на чемпионате СССР в Киеве получила бронзовую награду в беге на 100 метров, стала серебряной призёркой в беге на 200 метров и в эстафете 4 × 100 метров. По итогам чемпионата вошла в основной состав советской национальной сборной и удостоилась права защищать честь страны на летних Олимпийских играх в Токио — в дисциплинах 100 и 200 метров остановилась уже на предварительных квалификационных этапах, тогда как в программе эстафеты 4 × 100 метров вместе с соотечественницами Ренате Лаце, Людмилой Самотёсовой и Галиной Поповой показала в финале четвёртый результат.